# Marilyn Wilson-Rutherford
Marilyn Wilson-Rutherford (6 de febrero de 1947) es una cantante estadounidense conocida como la primera esposa de Brian Wilson de The Beach Boys y madre de los cantantes Carnie Wilson y Wendy Wilson de Wilson Phillips. En la década de 1960, formó The Honeys, y después de su disolución en 1969, fundó American Spring con su hermana Diane Rovell.

## Biografía
Marilyn Rovell y Brian Wilson se conocieron cuando ella asistió a un concierto de The Beach Boys en Pandora's Box, una discoteca en Sunset Strip, en octubre de 1962 junto a su hermana y su prima Ginger Blake, que estaba saliendo con Gary Usher colaborador de Brian. Wilson y Rovell comenzaron a salir cuando Wilson tenía 20 años y Rovell tenía 15 años.
Wilson se convirtió en el productor de The Honeys, un grupo vocal de chicas formado por Marilyn, Diane y Ginger. Wilson y Marilyn se casaron el 7 de diciembre de 1964 mientras que la carrera de The Honeys estaba declinando. La pareja tuvo dos hijas, Carnie y Wendy.

### Años 70
En 1971, Marilyn y Diane formaron la banda Spring (renombrada American Spring) y juntos grabaron unos sencillos y un único álbum de estudio. En 1974, debido a la creciente reclusión de Brian del mundo exterior como consecuencia de la muerte de su padre Murry Wilson, Marilyn interrumpió temporalmente su carrera musical. En 1976, Marilyn persuadió a Brian para que comenzara a hacer psicoterapia, fingiendo ir ella misma sola y regresar a casa feliz. Brian se recuperó un poco, pero después de que su familia y los miembros de los Beach Boys insistieron en dejar la terapia y volver a hacer música a tiempo completo, la salud mental de Wilson empeoró.
Marilyn y Brian se divorciaron amistosamente en 1979. Marilyn contó a Rolling Stone a principios de la década de 1990 que el comportamiento cada vez más errático de Brian estaba afectando a sus dos hijas, y que ella le dijo: "te amo, pero las niñas tienen que tener una vida normal". También recordó que les dijo a sus hijas que su padre era "un genio", pero también que estaba mentalmente enfermo. Brian también apoyaba a Marilyn, y aunque estuvo alejado de sus hijas durante su recuperación, finalmente pudo volver a tener contacto con ellas cuando eran adultas.

### Años 1980 hasta la actualidad
Marilyn y The Honeys se reunieron para hacer un nuevo álbum llamado Ecstasy de 1983, y de nuevo se reformaron en la década de 1990 y actuaron en shows ocasionales en el sur de California. Marilyn ha aparecido en numerosos documentales y otros programas sobre The Beach Boys, Wilson Phillips, Dennis Wilson (en la reciente edición oficial de Bambu), y la música de los años 60 y 70. Fue retratada en The Beach Boys: An American Family, y en Summer Dreams: The Story of the Beach Boys.
Se ha vuelto a casar y ahora se conoce como Marilyn Wilson-Rutherford. Trabaja como agente de bienes raíces en Los Ángeles, California.